# دونمچ
دونمچ {{ترکی|(به کردی: Engîl) (به ارمنی: Անգղ) یک منطقهٔ مسکونی در ترکیه است که در ادرمیت (وان) واقع شده‌است. دونمچ ۱٬۱۳۸ نفر جمعیت دارد.